# Maricel Voinea
Pour les articles homonymes, voir Voinea.
Maricel Voinea, né le 17 mars 1959 à Galați, est un ancien joueur international de handball roumain. Il est souvent considéré, avec le Soviétique Alexandre Karchakevitch, comme l'un des inventeurs de la roucoulette.

## Palmarès

### Club
Compétitions internationales
- Vainqueur de la Coupe de l'IHF (C3) (2) : 1985, 1988

Compétitions nationales
- Deuxième du Championnat de Roumanie en 1980, 1981, 1985, 1987
- Vainqueur de la Coupe de Roumanie (4) : 1978, 1983, 1984, 1989
- Vainqueur de la Coupe du Roi (1) : 1992

### Sélection nationale
Jeux olympiques
- Médaillé de bronze aux Jeux olympiques de 1980 à Moscou,  Union soviétique
- Médaillé de bronze aux Jeux olympiques de 1984 à Los Angeles,  États-Unis
- 8e place aux Jeux olympiques de 1992 à Barcelone,  Espagne

Championnats du monde
- Médaillé de bronze au Championnat du monde en 1990,  Tchécoslovaquie
- 7e place au Championnat du monde en 1978,  Danemark
- 9e place au Championnat du monde en 1986,  Suisse

Autres
- Vainqueur du Championnat du monde universitaire (en) en 1981 et 1985
- Vainqueur de la Supercoupe des nations en 1983 (de),  Allemagne de l'Ouest